# Xenodusa caseyi
Xenodusa caseyi är en skalbaggsart som beskrevs av Erich Wasmann 1897. Xenodusa caseyi ingår i släktet Xenodusa och familjen kortvingar. Inga underarter finns listade i Catalogue of Life.